# Братков, Сергей Анатольевич
Сергей Анатольевич Братков (1960, Харьков, СССР) — украинский художник и фотограф.

## Образование
- 1968—1978 Художественная школа им. Репина, Харьков, Украина.
- 1978—1983 Политехническая академия, Харьков, Украина.

## Биография
Сергей Братков — один из основателей художественной группы Fast Reaction Group (Группа Быстрого Реагирования) вместе с Б. Михайловым и С. Солонским. С 1993 по 1997 год в своей харьковской студии Братков открыл галерею «Апдаун». С 2000 года живёт и работает в Москве. В Москве его первые выставки «Kids», «Моя Москва» и «Семь», показанные в галерее «Риджина», вызвали живой интерес публики и критики.
Сергей Братков является участником Венецианской биеннале (2005, 2007), Сан-Паулу (2002), Манифеста (2004).
В 2007 году представлял Украину на Венецианской биеннале .
В 2008 прошла ретроспективная выставка в Winterthur Fotomuseum (Швейцария).
Участник Международного симпозиума современного искусства Бирючий.
В 2010 году за видео инсталляцию «Балаклавский кураж» в галерее «Риджина» получил главный приз Пятой Ежегодной Всероссийской премии в области современного искусства «Инновация».

## Музейные собрания
- MUHKA Museum of Contemporary Art. Антверпен, Бельгия
- Museum of Contemporary Art. Загреб, Хорватия
- Museum of Photography. Бостон, США
- Zimmerli Art Museum. Нью-Брансуик, Нью-Джерси, США
- Museum of Contemporary Art. Милуоки, США
- S.M.A.K. Museum of Contemporary Art. Гент, Бельгия
- MARTa Herford Museum of Contemporary Art. Херфорд, Германия
- Centro Galego de Arte Contemporanea. Галиция, Испания
- Pinchuk Art Centre. Киев, Украина
- Московский музей современного искусства. Москва, Россия
- Фонд «Екатерина». Москва, Россия
- Государственный центр современного искусства, Москва
- FRAC. Париж, Франция
- Fotomuseum Winterthur. Винтертур, Швейцария

## Персональные выставки
- 2017 — «Империя снов». МАММ. Москва, Россия
- 2017 — «Brat Film Fest». Галерея Риджина, Москва, Россия
- 2016 — «Щуки-Штуки». VLADEY Space. Москва, Россия
- 2014 — «Заговор». Галерея РИДЖИНА. Москва, Россия
- 2013 — «Chapiteau Moscow». Galerie Volker Diehl. Берлин, Германия
- 2013 — «Добро покупает зло». PinchukArtCentre. Киев, Украина
- 2012 — «Balaklava Drive». Leo Koenig Inc. Нью-Йорк, США
- 2012 — «While Men Are at War». MOCAK. Краков, Польша
- 2012 — «Шапито Moscow». Red October Gallery, Москва, Россия
- 2011 — «Scream». Галерея РИДЖИНА. Лондон, Великобритания
- 2011 — «Collecti@n Sergey Bratkov». Artplay, photohub_Manometr, Галерея «Риджина», Москва.[6]
- 2010 — «Glory Days». Deichtor Hallen. Aktuelle Kunst Haus der Photographie. Гамбург, Германия
- 2010 — «Украина». Pinchuk Art Centre. Киев, Украина
- 2009 — «Балаклавский кураж». Галерея «Риджина». Москва, Россия
- 2009 — «GLORY DAYS». Canal de Isabel II. Мадрид, Испания
- 2008 — «GLORY DAYS». Winterthur Photomuseum. Винтертур, Швейцария
- 2008 — «В поисках горизонта». Галерея «Риджина». Москва, Россия
- 2008 — «Семь». Галерея «Риджина». Москва, Россия[7].
- 2000 — «Дети». Галерея «Риджина». Москва, Россия.
- 1999 — «Чужой». Отдел культуры и прессы Немецкого Посольства. Киев, Украина.
- 1998 — Перформанс в рамках выставки «День из жизни/Крымский проект — 1», Центральные теннисные корты. Киев, Украина.
- 1998 — «Без названия». Американский Дом. Харьков, Украина.
- 1997 — «Дневник Чикотило». Галерея Бротфабрик. Берлин, Германия.
- 1996 — «Рая нет». Галерея MIXt. Киев, Украина.
- 1996 — «Рая нет». Галерея Up/Down. Харьков, Украина.
- 1996 — «Дневник Чикотило». Медицинский кабинет профессора Д. Пирогова, Харьковская медицинская ассоциация. Харьков, Украина.
- 1995 — «Замороженный пейзаж: фото-акция». Центр Современного Искусства Сороса. Киев, Украина.
- 1995 — «В стогах». Галерея Бротфабрик. Берлин, Германия.
- 1994 — «Замороженный пейзаж». Галерея Up/Down. Харьков, Украина.
- 1992 — «Forum Stadtpark». Грац, Австрия.
- 1990 — «Без названия». Дом кино. Москва, Россия.
- 1990 — «Без названия». Музей современного искусства. Тель-Авив, Израиль.
- 1990 — «Без названия». Галерея «F-4». Хеб, Чехия.
- 1987 — «Без названия». Художественный институт. Харьков, Украина.

## Групповые выставки[8]
2017                          
- Коллекция! Современное искусство в СССР и России 1950–2000: уникальный дар музею. Центр Жоржа Помпиду. Париж, Франция

2016                          
- Лихие 90-е. Музей современного искусства Одессы, Одесса, Украина
- Борщ и шампанское. ММСИ. Москва, Россия
- Футбол – Хоккей. Винзавод. Москва, Россия
- Вина. PinchukArtCentrе. Киев, Украина

2015                         
- На грани. Пинчук арт центр. Киев, Украина
- Своя земля / Чужая территория. Манеж. Москва, Россия

2014
- Личный выбор. ЦСК "Гараж". Москва, Россия
- Игра в цирк. MMOMA. Москва, Россия
- Вверх. Музей Москвы. Москва, Россия

2013
- Сны для тех, кто бодрствует. MMOMA. Москва, Россия
- CHAPITEAU MOSCOW. Almine Rech Gallery. Paris, France

2012
- Reality Bites. Kiasma, Музей современного искусства. Хельсинки, Финляндия
- SAMMEN/TOGETHER. Trondheim Kunstmuseum. Тронхейм, Норвегия
- Closer to Thee. Galerie Transit. Мехелен, Бельгия

2011  
- Незалежні. Мистецький Арсенал. Киев, Украина.
- Лімфодренаж. Малая галерея Художественного Арсенала. Киев, Украина
- Passion is the difference. LipanjePuntin artecontemporanea. Триест, Италия
- Arthouse Squat Forum. IV Московская Биеннале Современного Искусства. Специальный проект. Arthouse. Москва, Россия
- Аудитория Москва. Эскиз Публичного Пространства. IV Московская Биеннале Современного Искусства. Специальный проект. Белые палаты. Москва, Россия
- The World Belongs To You. 54-я Веницианская Биеннале. Параллельная программа. Palazzo Grassi.  Венеция, Италия
- Commercial Break. 54-я Веницианская Биеннале. Параллельная программа.  Canal Grande.  Венеция, Италия
- Modernikon. Contemporary Art From Russia. 54-я Веницианская Биеннале.  Параллельная программа. Casa dei tre oci.  Венеция, Италия
- CROSSROADS: Contemporary Russian Photography. Australian Centre for Photography. Сидней, Австралия
- Космическая одиссея 2011. Мистецький Арсенал. Киев, Украина
- Russian Art. Sem-Art Gallery. Монако, Монако

2010   
- Искусство тратить время. Центр современного искусства М'АРС. Москва, Россия
- Рабочие и философы. Московская Школа Управления «Сколково». Сколково, Московская область, Россия
- Modernikon. Fondazione Sandretto Re Rebaudengo. Турин, Италия
- What's up Sea? Rauma Biennale Balticum. Rauma Art Museum. Раума, Финляндия
- V Ежегодная Всероссийская премия в области современного искусства «Инновация». ГЦСИ. Москва, Россия
- Записки сумасшедшего. Галерея РИДЖИНА. Москва, Россия
- Футорология/Русские утопии. Центр современной культуры ГАРАЖ. Москва, Россия

2009  
- Русский леттризм. Центральный дом художника. Москва, Россия
- Будущее зависит от тебя. Новые правила. Московский музей современного искусства. Москва, Россия

2007  
- Веницианская Биеннале. Венеция, Италия
- Russia, The life and adventures of shed number XII. Collins Building. Майами, США
- 15 anos tiene mi amor. Galeria Espacio Minimo. Мадрид, Испания
- So Close/So Far Away. Be PART. Варегем, Бельгия
- Vagina is my motherland. 52th Venice Biennale. Ukrainian Pavilion. Венеция, Италия
- On Geekdom. Параллельный проект Art Athina. Под руководством V. Misiano. Афины, Греция
- II Московская Биеннале. Основной проект. Москва, Россия

2006  
- Full House - Face of a collection. Kunsthalle Manheim. Мангейм, Германия

2005  
- Urban Realities: Focus Istambul. Martin-Gropius-Bau. Берлин, Германия
- XII. Rohkunstbau "Child's Play". Бранденбург, Германия
- Постскриптум. Москва-Варшава. Варшава-Москва. ГЦСИ. Москва, Россия; Centre for Contemporary Art 'Ujazdowski Castle'. Варшава, Польша
- Проверка Реальности. Украинский Дом. Киев, Украина

2004  
- Manifesta5. Сан-Себастиан, Испания
- Five Years of S.M.A.K. Collection. Гент, Бельгия
- Shrinking Cities. KW Institute for Contemporary Art. Берлин, Германия
- Москва-Берлин 1950-2000. Государственный Исторический Музей. Москва, Россия
- Eclips. Deweer Art Gallery. Отегем, Бельгия
- Прощай, Оружие! Арсенал. Киев, Украина
- System of coordinates. Russian Art Today. Museum of Contemporary Art. Загреб, Хорватия
- Фотобиеннале'2004. Москва, Россия
- Лица Волги. ГЦСИ. Нижний Новгород, Россия
- The Beauty of Darkness. Reflex Gallery. Амстердам, Нидерланды
- Flight of Fools. Russian Photography Today. White Space Gallery. Лондон, Великобритания

2003  
- Berlin-Moscow 1950-2000. Martin-Gropius-Bau, Берлин, Германия
- Первая коллекция. Центральный Дом Художника. Киев, Украина
- SteelTondo. 50-я Венецианская биеннале. Русский павильон. Венеция, Италия
- Neu ansatre/zeitgenossische kunst aus Moscau. Kunsthalle Dusseldorf. Дюссельдорф, Германия
- Horizons of Reality. MUHKA Museum of Contemporary art. Антверпен, Бельгия

2002  
- Sans Consentement. CAN. Нёвшатель, Швейцария
- Shock&Show. Group 78. Триест, Италия
- Фотобиеннале'2002. Центральный выставочный зал Манеж. Москва, Россия
- 25-я биеннале в Сан-Паулу. Сан-Паулу, Бразилия
- Бренд «Украинское». Центр Современного Искусства. Киев, Украина

2001  
- Winter Exhibition. Institute of Visual Arts. University of Wisconsin. Милуоки, США
- Innverse Perspectives. Edvik Cultural Centre. Соллентуна, Швеция

2000  
- Contemporary Photographers of the Ukraine. Contemporary Art Centre. Салоники, Греция
- Чистая комната. Клуб Промзона. Киев, Украина
- Две Стороны. Центр Современного Искусства. Киев, Украина
- Олаф Брёнинг и Сергей Братков. Музей-крепость «Косой Капонир». Киев, Украина

1999  
- Современная Украинская Фотография. Фестиваль «Восток-Запад». Ди, Франция
- Цинизм. Украинская Фондовая Биржа. Киев, Украина
- Вкус Чужого. Ресторан Токио. Киев, Украина
- After the Wall. Moderna Museet. Стокгольм, Швеция
- 3-я триеннале фотографии. Грац, Австрия
- Regards sur l'Ukraine. Passage du Retz. Париж, Франция
- Contemporary Photographers of the Ukraine. Art School of Mulhouse and Upper Alsace 'Le Quai'. Мюлуз, Франция
- Carte-Blanche a Boris Mikhailov. Cite International des Arts. Париж, Франция
- Photographers from Kharkov. Gallery Kohlenof. Нюрнберг, Германия
- The Future is Now. Ukrainian Art of 90s. Museum of Contemporary Art. Загреб, Хорватия

1998   
- Dressed in White. The Art Gallery at Ramapo College. Мауа, Нью-Джерси, США
- Accommodation. Gallery "U Iezuitov". Познань, Польша
- Публичный интерес. Галерея Союза художников Украины в Доме художника. Киев, Украина
- Humanature. Нортали, Швеция
- Интермедия. Галерея Центра Современного Искусства, Киев, Украина
- День из Жизни. Галерея Центра Современного Искусства Сороса. Киев, Украина

1997  
- Симптоматическая анонимность. Галерея Центра Современного Искусства Сороса. Киев, Украина
- Фото... синтез. Галерея Союза художников Украины в Доме художника. Киев, Украина
- Intrigue-Provocation. M.Zilinkas Art Gallery. Каунас, Литва

1996   
- Взгляды с вареньем. Галерея Центра Современного Искусства Сороса. Киев, Украина
- Товарный фетишизм. Специальная экспозиция Международного Арт-фестиваля. Культурный центр «Украинский Дом». Киев, Украина
- Семейный альбом. Галерея Киево-Могилянской Академии. Киев, Украина
- Герметический лес. Галерея Центра Современного Искусства. Киев, Украина

1995  
- If I Were A German (Mikhailov, Solonsky, Bratkov). Galerie Andreas Weiss. Galerie in der BrotFabrik. Берлин, Германия
- Project for Europe. Turbine Hall. Копенгаген, Дания
- Multiple Exposures: Illya Chichkan and Sergei Bratkov. Mason Gross Visual Arts School.Rutgers University. Нью-Брансуик, Нью-Джерси, США New
- Выращенное в косточке. Галерея Центра Современного Искусства. Киев, Украина
- The Art of Photography from Ukraine. Mason Gross Visual Arts School. Rutgers University. Нью-Брансуик, Нью-Джерси, США New
- Черное и Белое. Центр Современного Искусства «Брама». Киев, Украина
- Барбаросс. Галерея Союза художников Украины в Доме художника. Киев, Украина
- Рот Медузы. Центр Современного Искусства «Брама». Киев, Украина

1994  
- Простор Культурной Революции. Культурный центр «Украинский Дом». Киев, Украина
- Свободная Зона. Музей Изобразительного Искусства. Одесса, Украина
- Алхимическая Капитуляция. Организованная Центром Современного Искусства Сороса - Киев, корабль «Славутич», Севастополь, Крым, Украина
- Project for Europe. Turbine Hall. Копенгаген, Дания
- За бугром. Харьковский Художественный Музей. Харьков, Украина
- Украинский фотографический экспрессионизм: Братков, Михайлов, Солонский. Харьковский Художественный музей. Харьков, Украина

1993  
- Искусство современной фотографии: Россия, Украина, Белоруссия. Центральный Дом художника. Москва, Россия
- Photography from Kharkov. Museum of Industrial Culture. Нюрнберг, Германия
- Транс-связь (совместно с Б.Михайловым). Харьков, Украина - Нью-Йорк, США

1992  
- Group Show of Ukrainian Photography. Center for Contemporary Art. Цинцинати, Огайо, США
- 5-я выставка «Буквы А». Дом Художника. Харьков, Украина
- Group Show. Gallery Zabo. Нюрнберг, Германия
- Artists from Ukraine. DRK-Forum. Киль, Германия

1991  
- Соц-фото. Инсталляция: «Мы все поедаем друг друга». Галерея Up/Down. Харьков, Украина
- Нет. Инсталляция. Дом Техники. Харьков, Украина

1990  
- Посвящение Ван Гогу. Дом Художника. Харьков, Украина
- Дом Кино. Москва, Россия

1989  
- Фото-лето. Галерея на Каширке. Москва, Россия
- Фото-Мост. Москва, Россия
- Посылка. Харьков, Украина
- 150 Лет Фотографии. Манеж. Москва, Россия

1988  
- Республиканская выставка молодых творцов. Дом художника. Киев, Украина
- Всесоюзная выставка молодых творцов. Манеж. Москва, Россия
- Art Contacts. Рига, Латвия
- Новая советская фотография. Финляндия - Дания - Швеция

1987  
- Фотография 1987.  Харьков, Украина

## Интервью
- Дёготь Е. Сергей Братков: Тема гадости становится главной Архивная копия от 11 октября 2013 на Wayback Machine / OpenSpace.Ru. — 2008. — 3 июля.
- Наталья Кострова. «Лучшие фотографы страны: Сергей Братков». АФИША, 2012.